# Église Saint-Pierre de Parné-sur-Roc
Pour les articles homonymes, voir Église Saint-Pierre.
L'église Saint-Pierre est une église catholique située à Parné-sur-Roc, en France. L'édifice est inscrit au titre des monuments historiques en 1998.

## Localisation
L'église est située dans le bourg de Parné-sur-Roc, en bordure de la route départementale 103. Elle est sur un roc surplombant l'Ouette qui traverse le bas du bourg. Une voie romaine passant à Entramnes très proche, a été remplacée au Moyen Âge par une voie importante passant par Laval, le chemin valais, route de pèlerinage fréquentée allant de Tours au Mont Saint Michel.

## Histoire
L'église aurait été édifiée sur un ancien cimetière mérovingien et pouvait être en bois. La construction de l’église actuelle début au XIe siècle, il n’en subsiste que la nef dont le mur nord est caractéristique du premier age roman ; elle est mentionnée pour la première fois en 1030. Le clocher-porche date du XIIe siècle, c'est le seul clocher-porche roman conservé en Mayenne ainsi que la seule flèche romane couverte en pierre. Les deux chapelles formant transept sont ajoutées au XVe siècle et sont des chapelles seigneuriales ; la sacristie est édifiée en 1890 par Eugène Boret puis, en 1895 l'architecte lavallois Georges reconstruit le chœur et ajoute les absidioles des chapelles du transept.

## Architecture et extérieurs
L'édifice roman initial (XIe siècle) est construit sur un plan basilical simple à nef unique comme l'Église Saint-Pierre-le-Potier de Laval qui date de la même époque.
Le clocher-porche, édifié un siècle plus tard, est couvert d'un toit pyramidal tout en pierre et s'ouvre par un portail à triple voussure.
Deux chapelles seigneuriales formant transept sont ajoutées au XVe siècle, elles sont éclairées par des fenêtres flamboyantes et les rampants du pignon sud sont ornés d'animaux.
Le chœur et les deux absidioles des transepts sont des constructions du XIXe siècle.
Au niveau de la chapelle sud, à l'extérieur de l'église, est implanté un calvaire monumental daté du 20 janvier 1886.

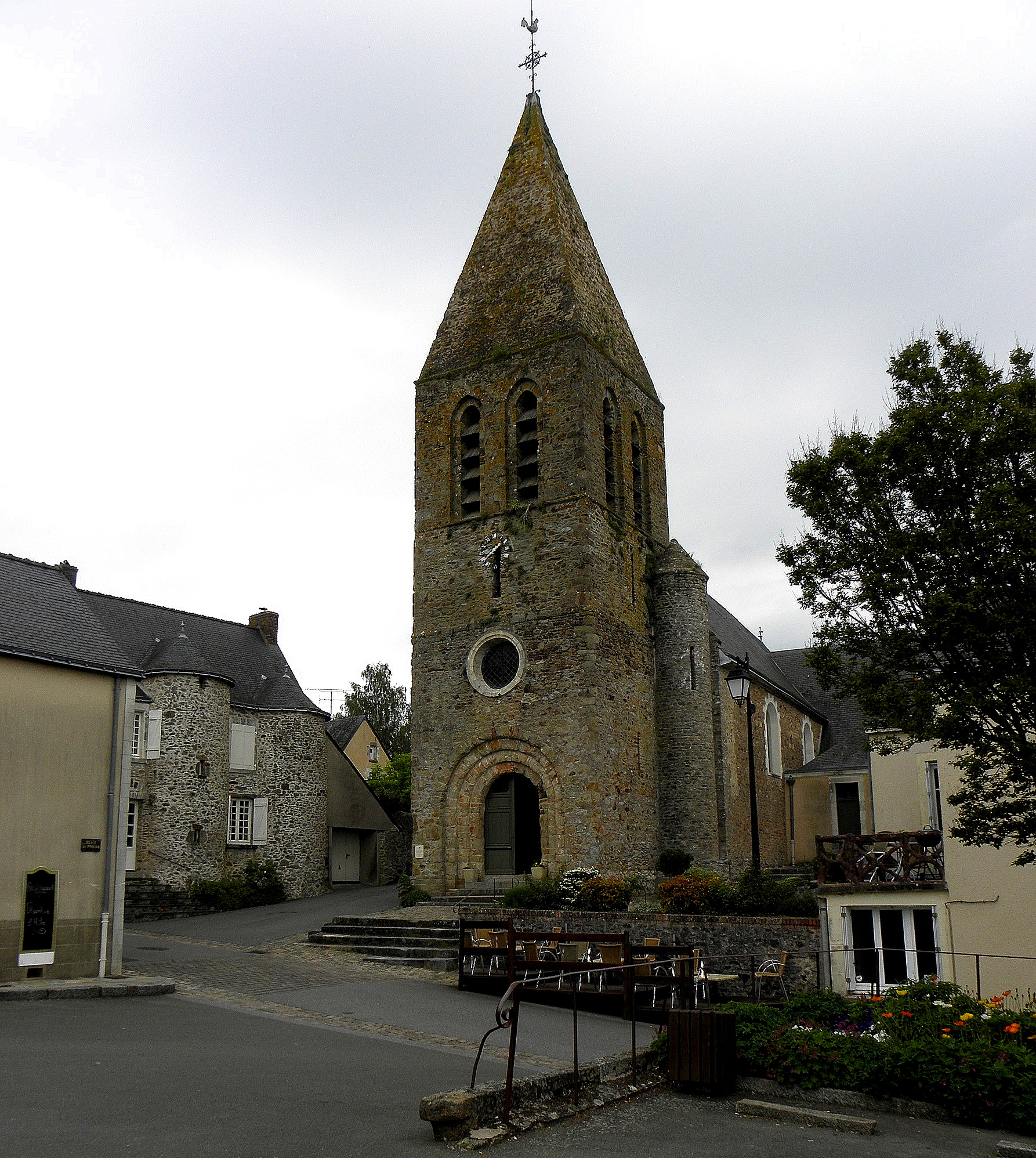
Le clocher-porche.
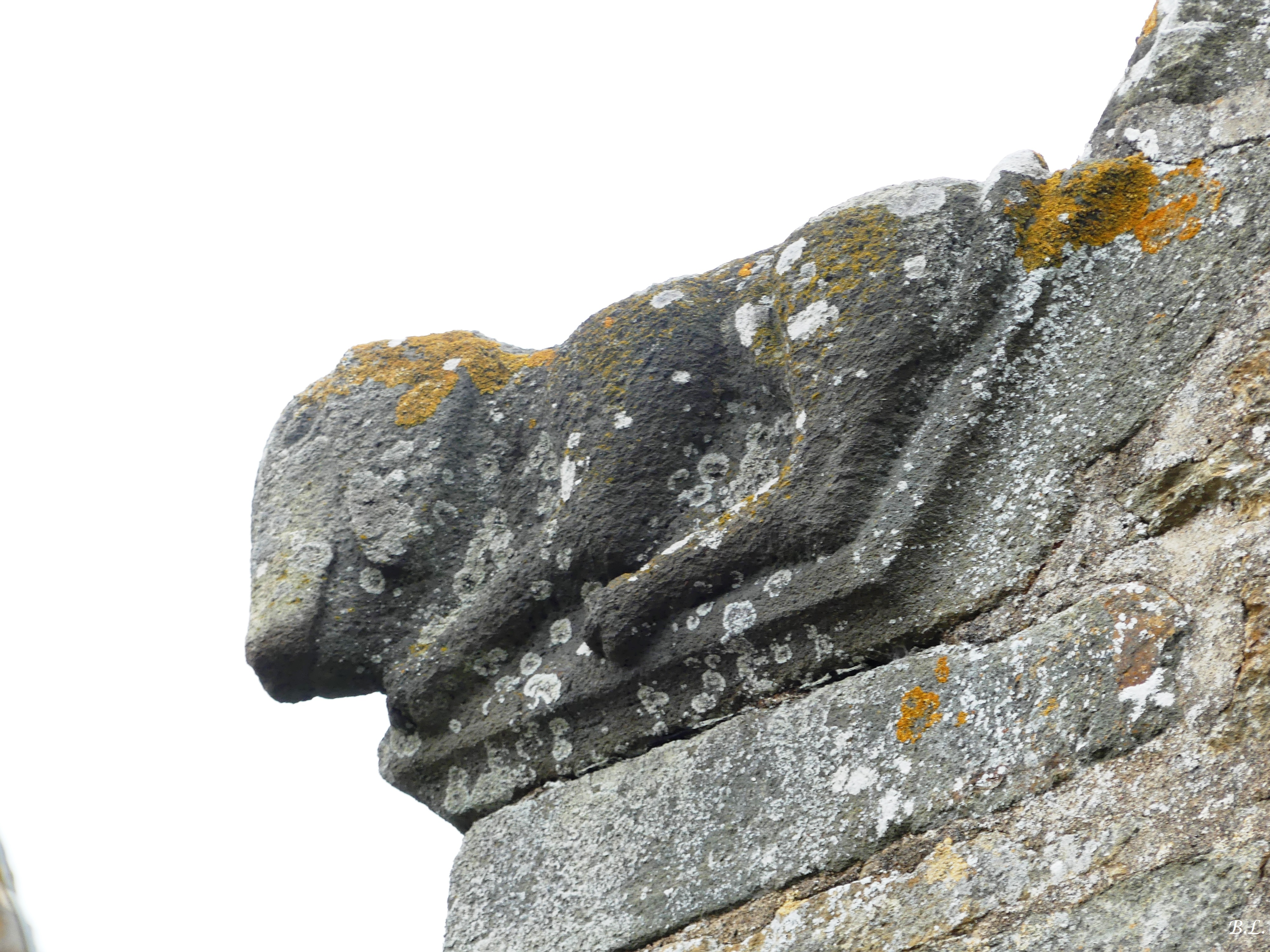
Animal du pignon sud.

## Intérieur
Les fonts baptismaux sont constitués d'une cuve à trois compartiments, en marbre. Les voûtes du chœur sont peintes et représentent l'Annonciation, l'Eucharistie et la Trinité. La charpente en bois était recouverte de plâtre jusqu'en 1985. La chaire de la première moitié du XVIIIe siècle est composée de calcaire polychrome.
Dans la chapelle nord est présentée une Descente de croix en terre cuite par Pierre Biardeau en 1668. Acquise par le curé Théodore Fourneau, elle provient du retable de la chapelle des Calvairiennes de Mayenne, elle avait été démontée à la révolution; y est également placé un tableau de 1622 représentant la Vierge remettant le rosaire à saint Dominique. Ces deux éléments, ainsi qu'une cloche du XVIIIe siècle, sont classés à titre d'objets.

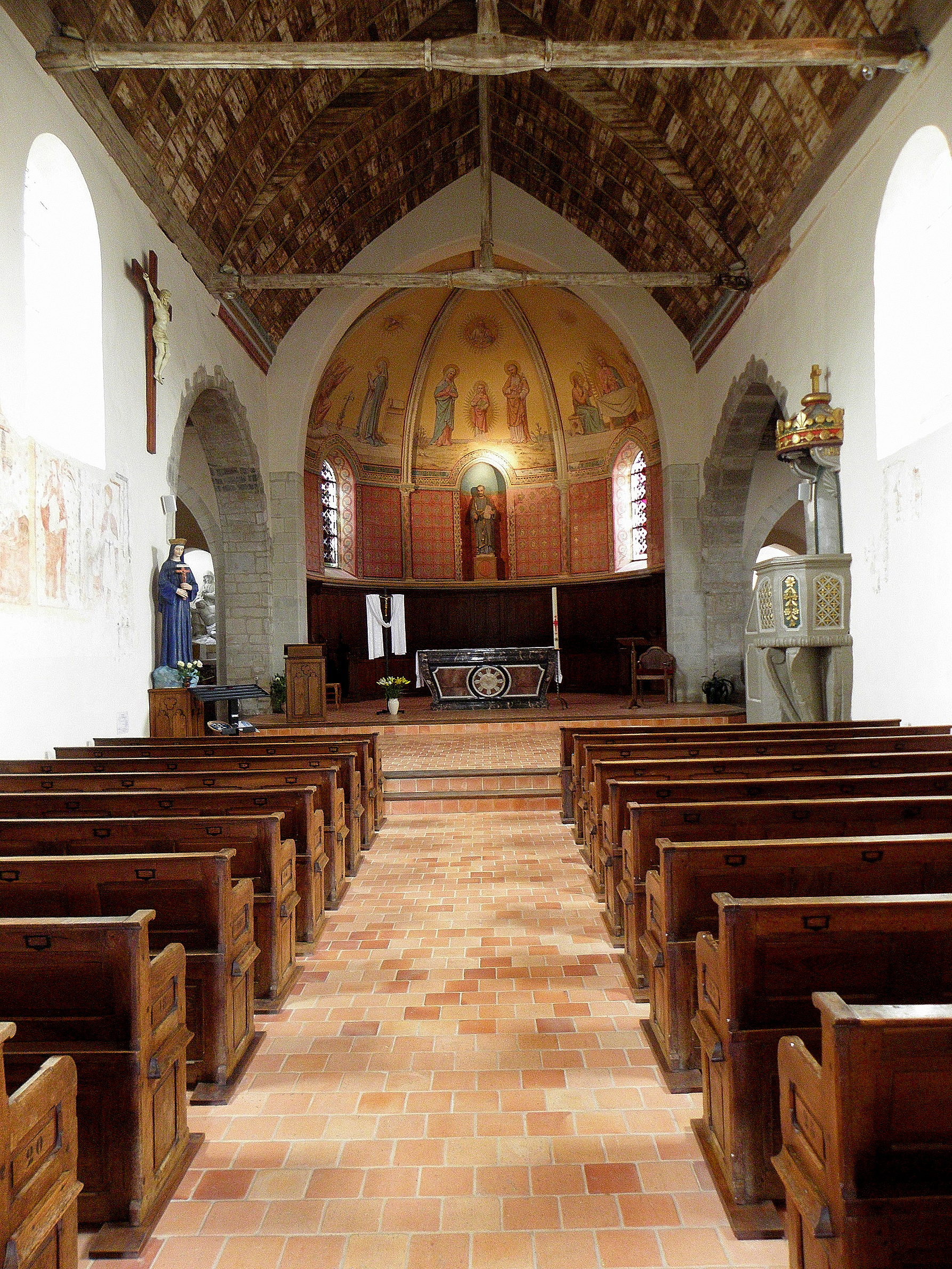
La nef et le chœur.
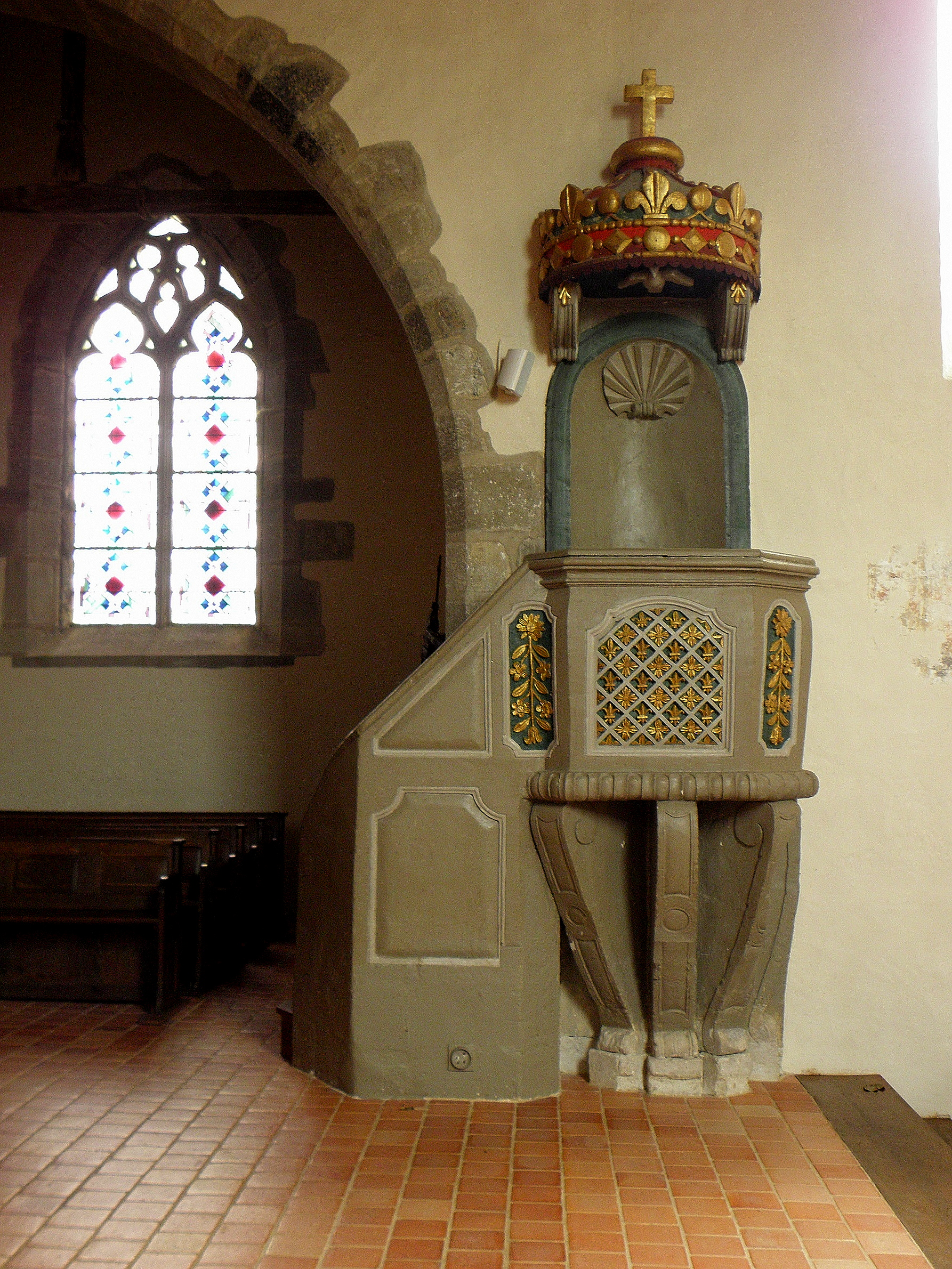
La chaire.
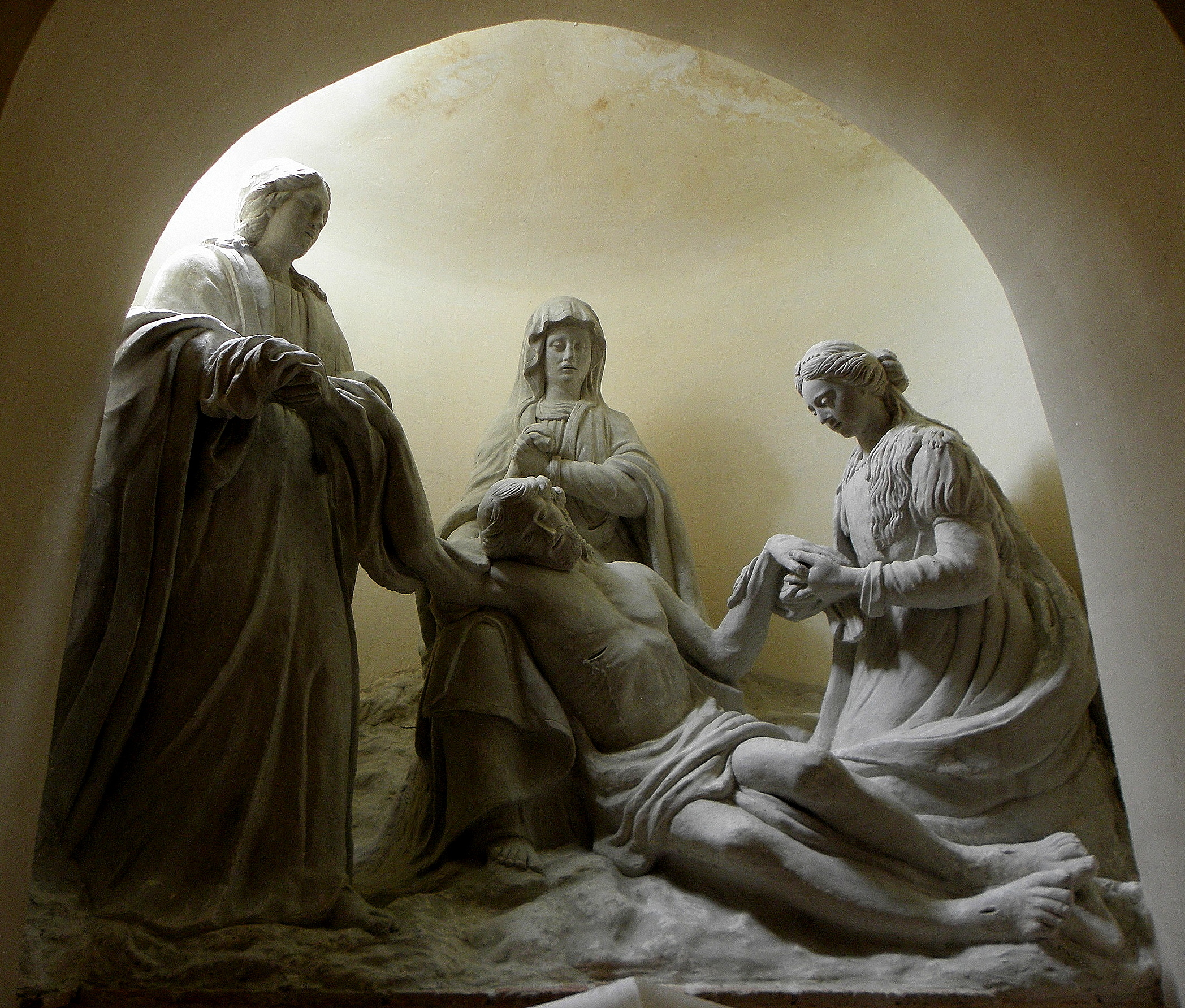
La Descente de croix.

### Peintures murales
L'exécution de travaux en 1952 a permis la découverte de peintures murales sur les murs de la nef, portant la date de 1603. En 2007, lors d'une restauration, ont été découvertes deux autres peintures, l'une du XIIIe siècle sur le mur sud de l'entrée du clocher représentant saint Christophe, l'autre du XVIe siècle sur le mur sud de la nef, représentant une Messe de saint Martin avec trois femmes bavardes discutant devant un diable .
Les autres peintures, découvertes en 1952, représentent : 
- sur le mur nord de la nef : Notre-Dame des Douleurs, saint Jérôme, l'atelier de saints Crépin et Crépinien, patrons des cordonniers, le Christ ressuscité et saint Joseph tenant l'Enfant-Jésus.
- sur le mur sud de la nef : la Messe de saint Martin, Saint Tugal évêque évangélisateur de Laval, saints Cômes et Damien, patrons des chirurgiens.

Notons enfin que l'embrasure d’une fenêtre romane a conservé un décor médiéval qui devait s’étendre à l’ensemble de la nef.

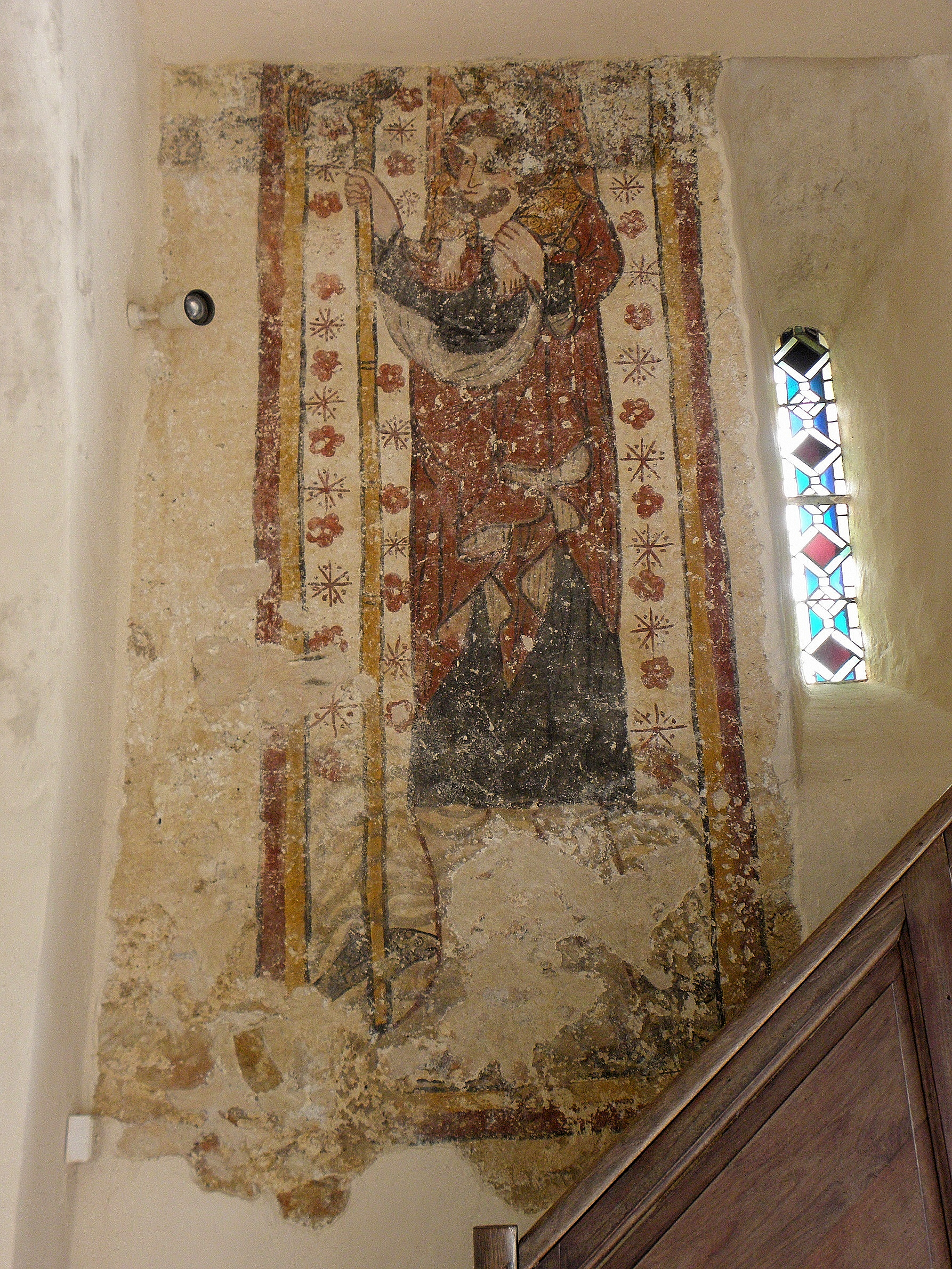
Saint Christophe.
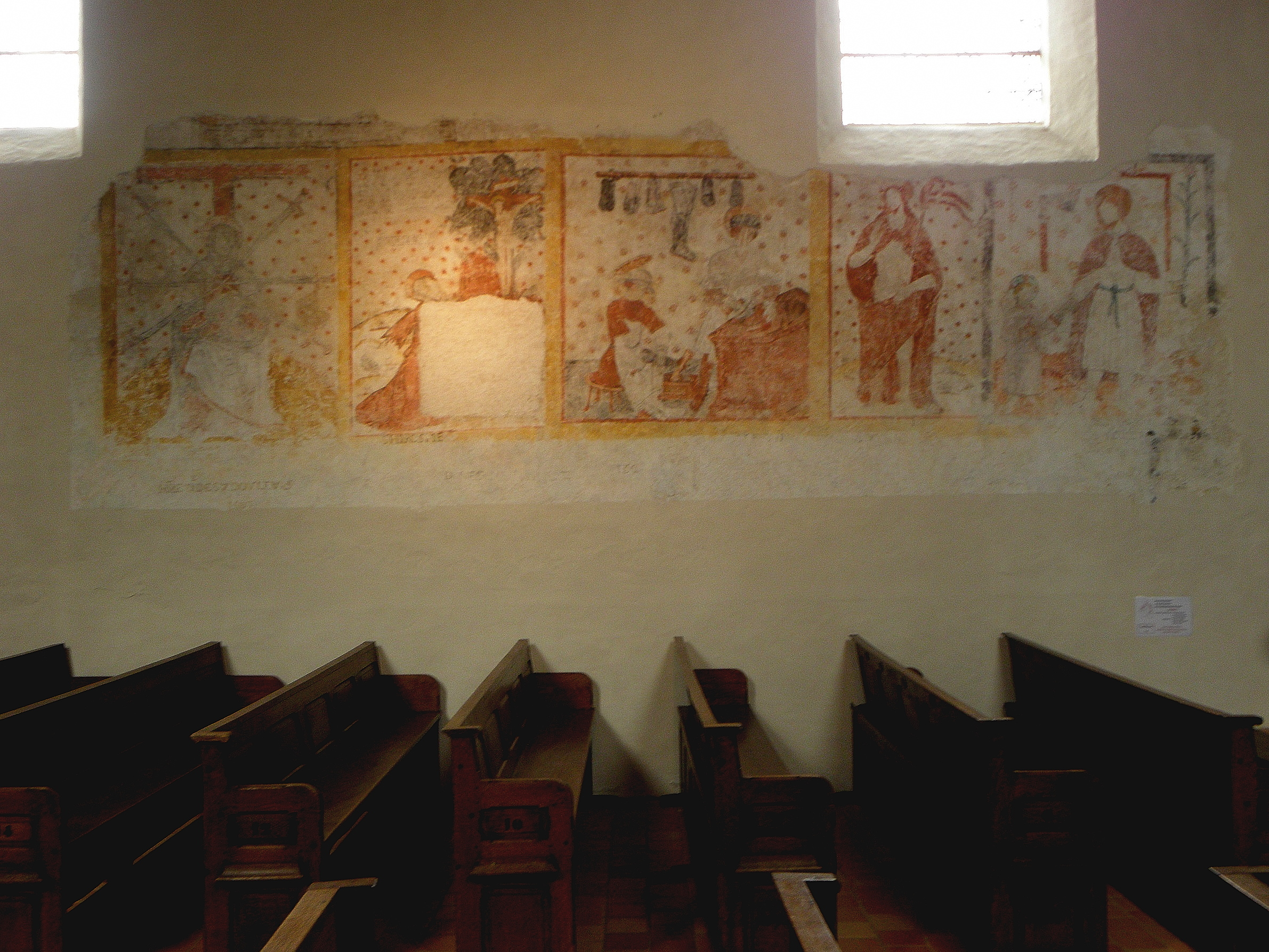
Les fresques du mur nord.
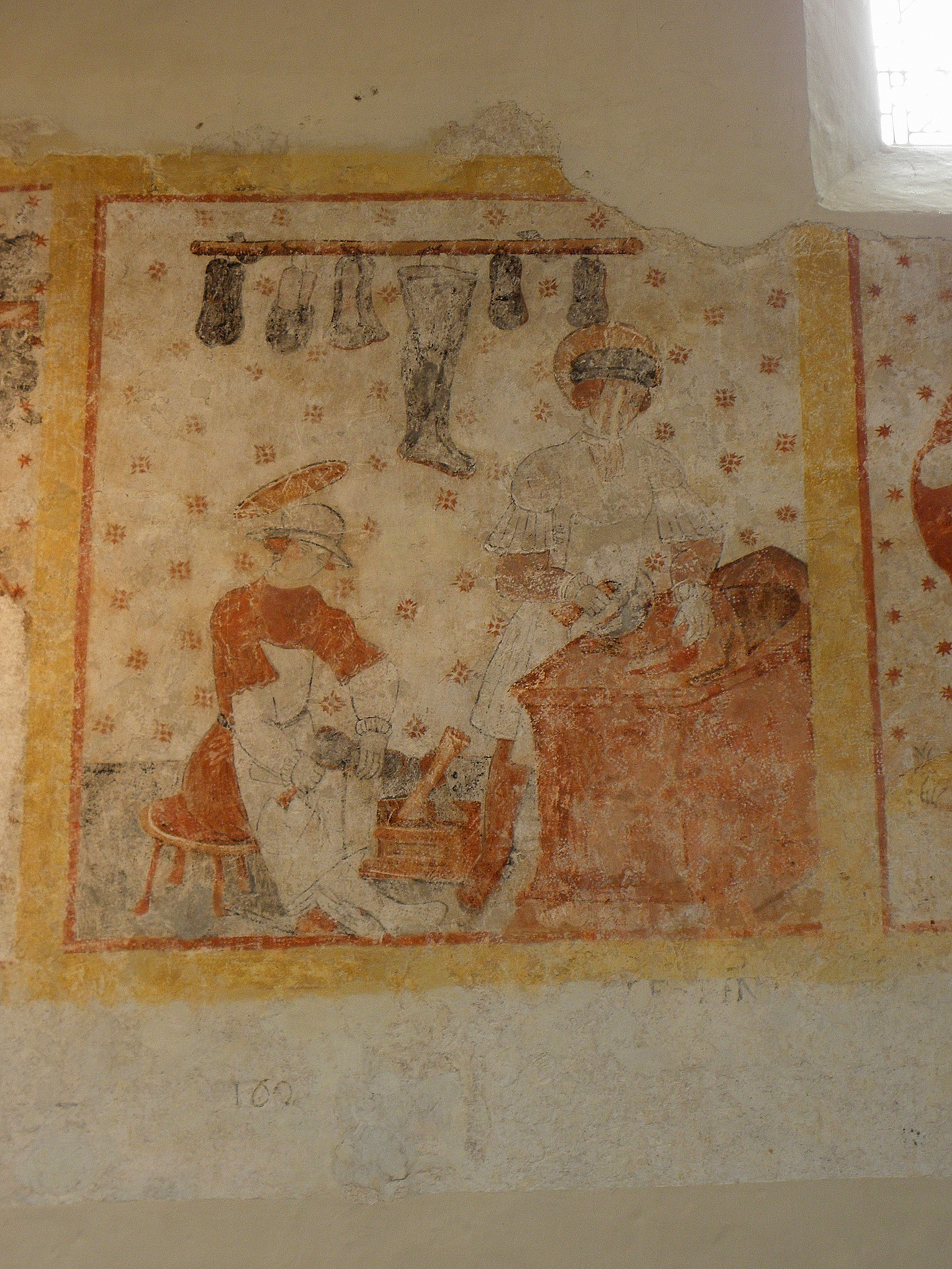
Saints Crépin et Crépinien.
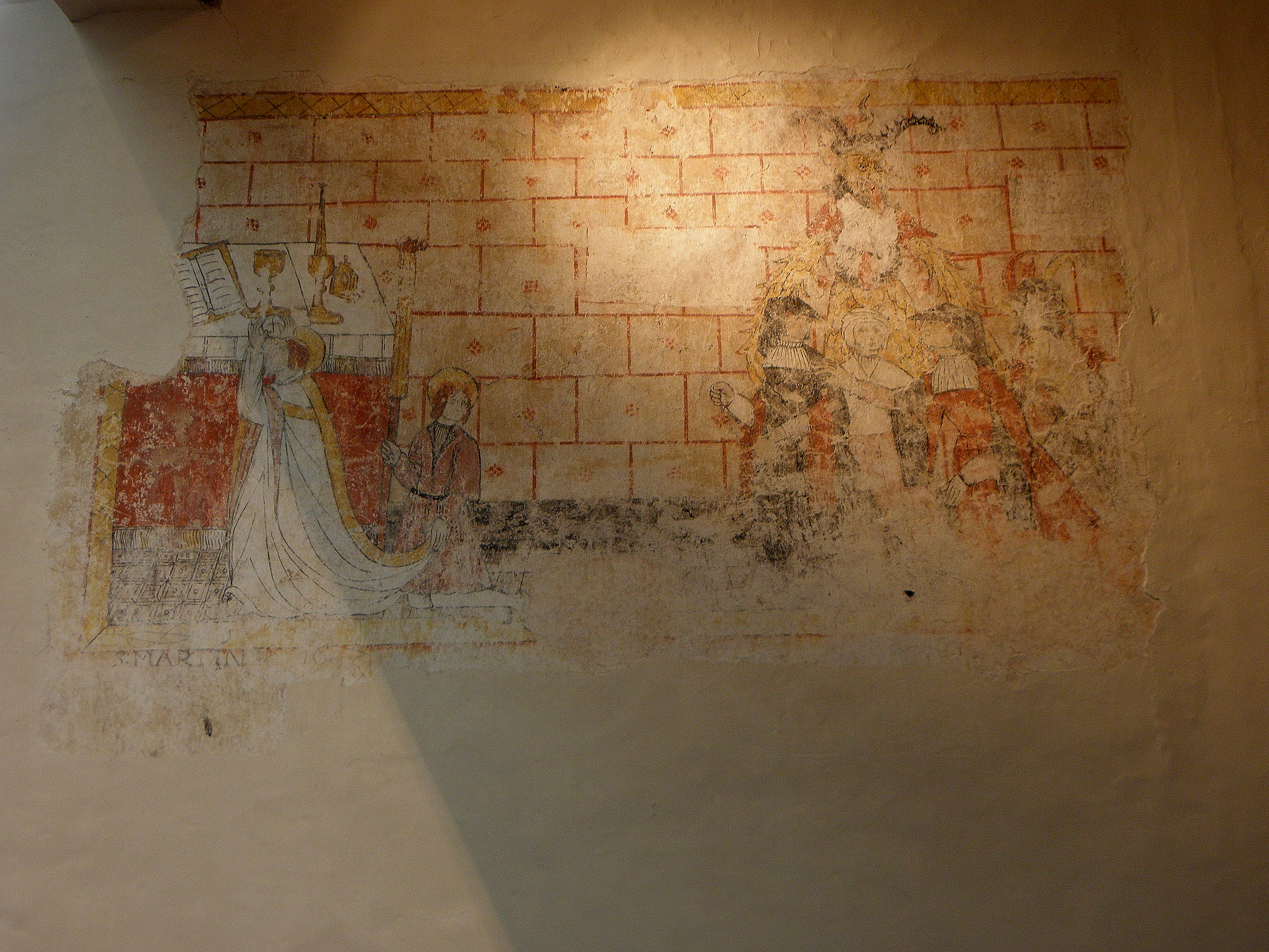
La Messe de saint Martin.